# Thunderbirds
Thunderbirds are Go (ou Thunderbirds em Ação) foi um seriado infanto-juvenil para televisão muito popular, produzido entre 1965 e 1966 por Gerry Anderson e Sylvia Anderson. O seriado consistia em animação com marionetes (chamado nos créditos da série de Supermarionation). O casal de produtores realizou outros seriados com marionetes como Joe 90, Capitão Escarlate, Stingray e Fireball XL-5. No Brasil foi transmitida na TV Globo Rio de Janeiro, na época em que a emissora era recém-inaugurada e posteriormente no SBT.

## Sinopse
Os Thunderbirds tratavam das missões de uma organização secreta de resgate internacional, que ficava situada em uma ilha remota, e era formada pela família Tracy e alguns empregados, e possuía um arsenal de aeronaves, foguetes e máquinas diversas.. Seu líder é Jeff Tracy, um ex-astronauta milionário, pai de Scott Tracy, Virgil Tracy, Alan Tracy, Gordon Tracy e John Tracy. Compõem ainda os personagens da estória o Engenheiro Brains, Kyrano, empregado dos Tracy, e sua filha Tintin.
As máquinas mais conhecidas, que apareceram no seriado, foram:
- Thunderbird 1: Aeronave que decolava como um foguete, por baixo da piscina que se abria, mas voava como uma aeronave comum, e era usada como precursor, indo na frente normalmente preparando a chegada do Thunderbird 2 com os equipamentos de resgate. Seu piloto é Scott Tracy;
- Thunderbird 2: Aeronave de carga, porta-contêiner, que levava os equipamentos para os locais de emergências, inclusive, num dos contêineres carregava frequentemente o Thunderbird 4 e/ou uma Retroescavadeira/Perfuratriz, uma espécie de "Toupeira" (do original 'Mole')". Ele é pilotado por Virgil Tracy;
- Thunderbird 3: Foguete que decolava em meio a uma espécie de silo no prédio operacional, usado normalmente em missões no espaço para colocar em órbita John Tracy, controlador da Estação Espacial Thunderbird 5. O astronauta que o pilota é Alan Tracy;
- Thunderbird 4: Um pequeno submarino, para missões no fundo do mar. Seu piloto/aquanauta é Gordon Tracy;
- Thuderbird 5: Estação espacial para monitorar as comunicações da terra e pedidos de socorro. Seu controlador é John Tracy;
- Retroescavadeira/Perfuratriz "Toupeira" (Mole): Engenho mecânico capaz de abrir caminho e perfurar o solo para missões abaixo do solo.

Todas estas máquinas eram fruto da genialidade do engenheiro Brains, personagem que usava óculos do  tipo "fundo de garrafa". A sequência de lançamento de cada uma das naves incluía esteiras, deslizadores e rampas de lançamento, sempre com o tema principal ao fundo.
Um outro personagem importante da trama é Lady Penelope, a agente em Londres, sempre com seu mordomo e motorista Parker (um ex-ladrão que de vez em quando voltava às velhas práticas), normalmente em aventuras a bordo de um incrível Rolls-Royce futurista de seis rodas chamado Fab-1.
Frequentemente o resgate internacional envolvia-se nas tramas armadas pelo seu arqui-inimigo, cujo nome era Hood. Hood, é irmão de Kyrano, e tinha poderes hipnóticos, sendo também um mestre dos disfarces.
Também houve dois longa metragens para o cinema, intitulados Thunderbirds are Go e Thunderbirds 6, produzidos em 1966 por Sylvia Anderson, usando também marionetes e maquetes como na televisão. Finalmente, em 2004 foi lançada uma reedição de Thunderbirds are Go, desta vez com atores de verdade e efeitos de computador.